# 오늘밤, 유성
〈오늘밤, 유성〉(일본어: 今夜、流れ星 콘야 나가레보시[*]))은 일본의 여가수 나카모리 아키나(中森明菜)의 36번째 싱글로 1998년 5월 21일에 발매하였다. (8cmCD: GRDO-11) 작사는 나츠노 세리코(夏野芹子)가, 작곡은 우츠미 케이코(宇都美慶子)가, 편곡은 시라카와 미야비(白川雅)가 담당하였고 가우스 엔터테인먼트의 인디 레이블인 THIS ONE에서 출시되었다. B사이드 곡은 〈폭풍 속으로〉(嵐の中で)로 작사는 역시 나츠노 세리코가, 작곡은 ORIGA가, 편곡은 양방언(梁邦彦)이 도맡았다.
오리콘 주간 싱글 차트 66위로 처음 등장하여 차트 톱100을 총 3주간 지켰다.

## 수록곡
| #            | 제목                                              | 작사          | 작곡          | 편곡            | 재생 시간 |
| ------------ | ------------------------------------------------- | ------------- | ------------- | --------------- | --------- |
| 1.           | 〈〈오늘밤, 유성〉(今夜、流れ星)〉                | 나츠노 세리코 | 우츠미 케이코 | 시라카와 미야비 | 4:32      |
| 2.           | 〈〈폭풍 속으로〉(嵐の中で)〉                     | 나츠노 세리코 | ORIGA         | 양방언          | 4:20      |
| 3.           | 〈〈오늘밤, 유성〉(今夜、流れ星 (Instrumental))〉 |               |               |                 | 4:32      |
| 총 재생 시간 | 총 재생 시간                                      | 총 재생 시간  | 총 재생 시간  | 총 재생 시간    | 13:24     |